# Supernanny
Supernanny è stato un programma televisivo italiano di genere docu-reality, in onda dal 25 aprile al 6 giugno 2021 sul canale Nove, basato sull'omonimo format televisivo britannico.
Si tratta della versione italiana di Supernanny, docu-reality britannico in onda dal 2004 al 2008 e presentato da Jo Frost.

## Il programma
In ogni puntata, l'esperta pedagogista Lucia Rizzi, già presente nel programma SOS Tata dal 2005 al 2012, si ritrova a risolvere le problematiche delle famiglie italiane, intervenendo in ogni puntata in un posto diverso e affrontando con la famiglia le varie difficoltà nella gestione dei figli. Lo svolgimento delle puntate è pressoché identico a quelle della sopracitata SOS Tata, con la tata che, dopo un breve periodo di osservazione della famiglia, dispone delle regole per migliorare l'atmosfera e la convivenza tra i familiari. Tra le poche differenze troviamo i giorni per ristabilire l'ordine cha passano dai 7 di SOS Tata a 5 con l'arrivo di Supernanny. A differenza di SOS Tata, in Supernanny non troviamo la "spiegazione delle regole" ma la nanny aiuta i genitori passo dopo passo in ogni situazione in cui si trovano senza dare regole ben precise. Alla fine di ogni puntata invece della consueta lettera da parte della Tata alla famiglia, viene mandato a loro un videomessaggio sul telefono per i ringraziamenti finali. Tolta anche la prova dei genitori con il voto da parte della Tata, presente nel vecchio format.
La prima edizione è disponibile interamente sulla piattaforma a pagamento Discovery+ ed è andata in onda sul canale televisivo Nove.

## Riassunto delle edizioni
| Edizione | Puntate | Rete televisiva | Rete televisiva | Periodo        | Periodo       | Nanny       |
| Edizione | Puntate | Free            | Pay             | Inizio         | Fine          | Nanny       |
| -------- | ------- | --------------- | --------------- | -------------- | ------------- | ----------- |
| 1        | 8       | Nove            | Discovery+      | 25 aprile 2021 | 6 giugno 2021 | Lucia Rizzi |

## Prima edizione
| n° | Famiglia                | Genitori                            | Figli                                                               | Comune               | Note                                                                                            |
| -- | ----------------------- | ----------------------------------- | ------------------------------------------------------------------- | -------------------- | ----------------------------------------------------------------------------------------------- |
| 1  | Famiglia Zanfardino     | Daniele 37 anni e Carmen 33 anni    | Alessia, 9 anni Sofia, 4 anni                                       | Barletta             | Registrato in periodo COVID-19                                                                  |
| 2  | Famiglia Gargaro Aloisi | Francesca 50 anni                   | Gabriele, 13 anni Valerio, 9 anni Paolo e Massimo, 7 anni           | Roma                 | Registrato in periodo COVID-19 Paolo e Massimo sono gemelli. Paolo è venuto a mancare nel 2023. |
| 3  | Famiglia Fico           | Juanito 40 anni e Valentina 44 anni | Cristian, 9 anni Caterina, 5 anni                                   | Palazzolo sull'Oglio | Registrato in periodo COVID-19                                                                  |
| 4  | Famiglia Mattera        | Simone e Lucia                      | Francesco, 10 anni Maria Vittoria e Alessandra, 5 anni              | Ischia               | Registrato in periodo COVID-19 Maria Vittoria e Alessandra sono gemelle.                        |
| 5  | Famiglia Russo          | Cristoforo e Maria                  | Matteo, 10 anni Arianna, 9 anni Luca, 7 anni Sofia, 6 anni          | Abbiategrasso        | Registrato in periodo COVID-19                                                                  |
| 6  | Famiglia Zirafa         | Filippo e Claudia                   | Luciano, 5 anni Pietro, 4 anni Anna, 2 anni                         | Melegnano            | Registrato in periodo COVID-19                                                                  |
| 7  | Famiglia Sasso          | Giuseppe e Alessia                  | Edoardo Maria, 4 anni Francesco Maria, 3 anni Filippo Maria, 3 anni | Bologna              | Registrato in periodo COVID-19 Francesco Maria e Filippo Maria sono gemelli.                    |
| 8  | Famiglia Anis           | Omar e Aya                          | Adam, 7 anni Daniel, 2 anni                                         | Padova               | Registrato in periodo COVID-19                                                                  |

### Ascolti
| Episodio | Famiglia       | Spettatori | % share |
| -------- | -------------- | ---------- | ------- |
| 1        | Zanfardino     | 428 000    | 1,7     |
| 2        | Gargaro Aloisi | 343 000    | 1,4     |
| 3        | Fico           | 301 000    | 1,2     |
| 4        | Mattera        | 347 000    | 1,4     |
| 5        | Russo          | 278 000    | 1,1     |
| 6        | Zirafa         | 312 000    | 1,4     |
| 7        | Sasso          | 411 000    | 2,3     |
| 8        | Anis           | 414 000    | 2       |